# Pander S.4 Postjager

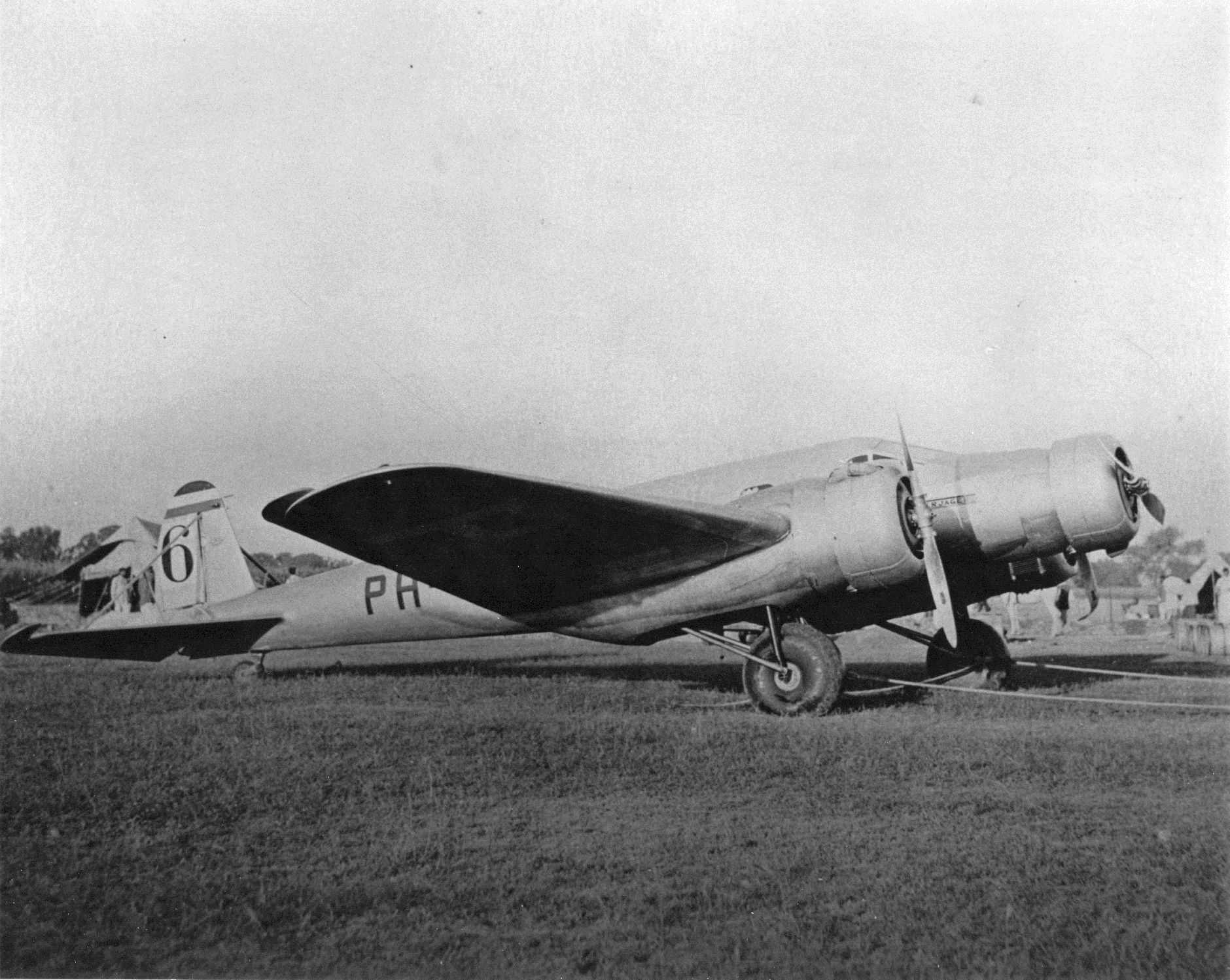
Pander Postjager (Allahabad, oktober 1934)

De Pander S.4 Postjager ook Panderjager was een Nederlands driemotorig postvliegtuig gebouwd door vliegtuigfabriek Pander in Den Haag. Er is slechts een exemplaar gebouwd, dat verloren is gegaan tijdens de Londen-Melbourne Race.

## Ontwerp
De S.4 was ontworpen als een snel postvliegtuig voor de route tussen Nederland en Nederlands-Indië. Het vliegtuig was een driezits laagdekker uitgerust met drie 420 pk Wright Whirlwind motoren. Het was geheel van hout. Het conventionele landingsgestel met staartwiel was intrekbaar. De S.4, met registratie PH-OST, vloog voor het eerst op 6 oktober 1933.

## Historie
op 9 december 1933 vloog de Pander S.4 geladen met post naar Batavia. Helaas moest deze vlucht al in Italië  vanwege ernstige motorproblemen worden afgebroken. Na reparatie vond 22 dagen later, op 31 december, alsnog de aankomst in Batavia plaats. In 1934 deed het vliegtuig mee aan de luchtrace van Londen naar Melbourne. Het vertrok op 20 oktober 1934 van RAF vliegveld Mildenhall in Engeland, met aan boord: Gerrit J. Geysendorffer (gezagvoerder), Dick Asjes (tweede piloot) en Pieter Pronk (marconist), en landde na 36 uur in Allahabad, India. Bij de landing in Allahabad liep het vliegtuig schade op. Na reparatie van onderdelen in Calcutta was het vliegtuig op 26 oktober weer vliegklaar. Tijdens de start in het donker raakte het vliegtuig echter een karretje met zoeklicht en vloog direct in brand. Het ging geheel verloren, maar de bemanningsleden wisten ondanks hun verwondingen uit het toestel te komen en overleefden alle drie de crash.

## Specificaties
- Pander S.4 Postjager
- Rol: snel langeafstand postvliegtuig
- Bemanning: 3
- Laadgewicht: 500 kg
- Lengte: 12,5 m
- Spanwijdte: 16,6 m
- Hoogte: 2,9 m
- Leeggewicht: 3.025 kg
- Maximum gewicht: 5.500 kg
- Brandstofcapaciteit: 2.100 liter
- Motoren: 3 × Wright Whirlwind negencilinder luchtgekoelde stermotor, 420 pk elk
- Eerste vlucht: 6 oktober 1933
- Laatste vlucht: 26 oktober 1934
- Aantal gebouwd: 1

Prestaties:
- Maximumsnelheid: 370 km/h
- Kruissnelheid: 300 km/h
- Landingssnelheid: 95–100 km/h, flaps neer
- Vliegbereik: 2.430 km
- Plafond: 5.400 m